# Reagan Youth
Reagan Youth és un grup estatunidenc anarcopunk format pel cantant Dave «Insurgent» Rubinstein i el guitarrista Paul «Cripple» Bakija al barri novaiorquès de Queens a principis de 1980.

## Història
Reagan Youth va publicar un únic disc el 1984 durant la seva breu existència. Titulat Youth Anthems for the New Order, va ser reeditat com a Reagan Youth (Volum 1) pel segell independent New Red Archives el 1989. Aquest àlbum va vendre 40.000 còpies. Un segon àlbum, titulat Volum 2, es va publicar el 1990, després de la ruptura oficial de la banda. Els dos encara es troben disponibles en vinil, així com un CD titulat A Collection of Pop Classics que recull ambdós treballs discogràfics. El 1998 es va publicar una col·lecció d'enregistraments en directe amb el títol de Live and Rare.
És una banda amb lletres anarquistes, socialistes i antiracistes que sovint utilitza imatgeria del Ku Klux Klan i del Partit Nazi en les portades dels seus discos amb efectes satírics. Des dels seus inicis va abordar els paral·lelismes entre les polítiques del president Ronald Reagan, la dreta cristiana, el conservadorisme estatunidenc i el discurs d'odi. La seva cançó homònima, «Reagan Youth», utilitza la ironia per a establir similituds entre la Young Republican National Federation i les Joventuts Hitlerianes del Tercer Reich, inaugurant una tradició de cançons sobre Reagan en la música punk.
Reagan Youth tocava regularment a la sala CBGB i va realitzar gires pels Estats Units d'Amèrica compartint escenari amb grups destacats de l'època com Dead Kennedys, Bad Brains, The Misfits i Beastie Boys. La seva cançó «Degenerated» va aparèixer a la banda sonora de la pel·lícula Caps buits (1994), sobre el grup musical fictici anomenat The Lone Rangers, format pels actors Adam Sandler, Brendan Fraser i Steve Buscemi.

## Discografia

### Àlbums
- Youth Anthems for the New Order (1984)
- Volume 1 (1989)
- Volume 2 (1990)
- A Collection of Pop Classics (1994)
- Live & Rare (1998)
- Punk Rock New York (2007)
- The Complete Youth Anthems for the New Order 7" box set (2016)

### Bootlegs
- Live at CBGBs August 7, 1982
- Live at CBGBs November 20, 1982 (Ratcage Records Benefit)[4]
- Live at CBGBs Vol. One 7"[5]

### Recopilatoris
- Hardcore Breakout USA (1990)
- Hardcore Breakout USA Volume 2 (1995)
- The Punk, The Bad &amp; The Ugly (1997)
- At War With Society (1998)
- At War With Society II (1999)
- Mighty Attack (1999)
- Justified, (episodi pilot, cançó "USA",2010)